# Distrikt Paramonga
Der Distrikt Paramonga liegt in der Provinz Barranca in der Region Lima in West-Peru. Er wurde am 23. November 1976 gegründet. Der 414,08 km² große Distrikt hatte beim Zensus 2017 21.453 Einwohner. Im Jahr 1993 lag die Einwohnerzahl bei 26.786, im Jahr 2007 bei 24.009. Verwaltungssitz ist die Stadt Paramonga. Der Fluss Río Fortaleza durchfließt den Distrikt in südwestlicher Richtung und mündet ins Meer. Im Tiefland wird bewässerte Landwirtschaft betrieben. Die Nationalstraße 1N (Panamericana) führt durch den Distrikt. Im Distrikt befindet sich die archäologische Fundstätte Fortaleza de Paramonga.

## Geographische Lage
Der Distrikt Paramonga liegt im Norden der Provinz Barranca an der Pazifikküste knapp 175 km nordnordwestlich der Landeshauptstadt Lima. Der Distrikt hat eine Küstenlänge von 13 km. Der Distrikt reicht knapp 50 km das Flusstal des Río Fortaleza hinauf ins Landesinnere. Der Distrikt Paramonga grenzt im Norden an die Provinz Huarmey, im Nordosten an die Provinz Bolognesi und im Osten an die Provinz Ocros sowie im Süden an den Distrikt Pativilca.